# ラゴス・モンバサ・ハイウェイ
ラゴス・モンバサ・ハイウェイ（英: Lagos–Mombasa Highway）は西アフリカと東アフリカを東西につなぐ道路である。トランス・アフリカ・ハイウェイの8号線にあたる。

## 経路

### 長さなど
ラゴス・モンバサ・ハイウェイは全長6,259kmである。

### ナイジェリア
- ラゴス ～ ベニンシティ
- ベニンシティ ～ エヌグ
- エヌグ ～ アバカリキ ～ Emandak（オゴジャ（英語版））
- Emandak ～ イコム（英語版）
- イコム ～ Mfum ～ カメルーン国境

### カメルーン
- ナイジェリア国境 ～ マンフェ ～ バメンダ ～ バフーサム ～ オバラ（英語版） ～ ヤウンデ
- ヤウンデ ～ オバラ ～ ベルトゥア ～ 中央アフリカ共和国国境

### 中央アフリカ共和国
- カメルーン国境 ～ ベルベラティ ～ カタクポ（Katakpo） ～ バンギ
- バンギ ～ コンゴ民主共和国国境

### コンゴ民主共和国
- 中央アフリカ共和国国境 ～ ゾンゴ ～ イダマ（Idama） ～ ゲメナ
- ゲメナ ～ リサラ ～ ブンバ ～ デュリア（英語版）（Dulia） ～ ブタ ～ キサンガニ
- キサンガニ ～ ニアニア（英語版） ～ コマンダ（フランス語版）（Komanda） ～ ベニ
- ベニ ～ カシンディ（英語版）（Kasindi） ～ ウガンダ国境

### ウガンダ
- コンゴ民主共和国国境 ～ ムバララ ～ カンパラ
- カンパラ ～ ジンジャ ～ イガンガ（英語版） ～ ブギリ（英語版） ～ トロロ ～ ケニア国境

### ケニア
- ウガンダ国境 ～ マラバ（英語版） ～ ウェブイェ（英語版） ～ レズルー（Leseru） ～ エルドレット ～ ナクル ～ ナイロビ ～ マヴォコ（別名はアシリバー（Athi River））
- マヴォコ ～ Kibwezi ～ ボイ ～ モンバサ

## 代替経路

### 中央アフリカ共和国
- バンギ ～ PK12 ～ ダマラ（英語版） ～ シブツ ～ バンバリ ～ バンガスー ～ コンゴ民主共和国国境

### コンゴ民主共和国
- 中央アフリカ共和国国境 ～ ボンド（英語版） ～ デュリア（英語版）（Dulia） ～ ブタ

## 代替経路2

### コンゴ民主共和国
- キサンガニ ～ ブカヴ ～ ルワンダ国境

### ルワンダ
- コンゴ民主共和国国境 ～ キガリ ～ ウガンダ国境

### ウガンダ
- ルワンダ国境 ～ ムバララ

## 代替経路3

### カメルーン
- バフーサム ～ フーンバン（英語版） ～ ティバティ（英語版） ～ メドゥグー（フランス語版） ～ ガルア・ブライ（英語版） ～ 中央アフリカ共和国国境

### 中央アフリカ共和国
- カメルーン国境 ～ ブワル ～ バオロ（英語版） ～ ボッサンテレ（英語版） ～ ヤロケ（英語版） ～ ボッサンベレ（英語版） ～ バンギ

## 他の道路との接続
- ナイジェリアのラゴスでサハラ砂漠縦貫道路（TAH 2）
- ナイジェリアのラゴスで西アフリカ沿岸道路（TAH 7）
- カメルーンのベルトゥアから中央アフリカ共和国のカタクポまでトリポリ・ケープタウン・ハイウェイ（TAH 3）と重複区間
- ケニアのナイロビでカイロ・ケープタウン・ハイウェイ（TAH 4）